# 1655 en philosophie
Chronologie de la philosophie
- 1651
- 1652
- 1653
- 1654
- 1655
- 1656
- 1657
- 1658
- 1659

L’année 1655 a été marquée, en philosophie, par les événements suivants :

## Publications
- Marin Cureau de La Chambre : Novae methodi pro explanandis Hippocrate et Aristotele specimen, clarissimis scholae parisiensis medicis, D. D. Marinus Curaeus de La Chambre. Suivi de : La Physique d'Aristote mise en françois (1655)

- Comenius : Panegyricus Carolo Gustavo (Panégyrique de Charles Gustave), 1655 - demande au roi de Suède de réformer la Pologne.

- Jean Baptiste Porta Neapolitain (Giambattista della Porta), La physionomie humaine (divisée en quatre livres), Jean & David Berthelin, 1655 (lire en ligne)

- Fortunio Liceti : Hydrologiae peripateticae.

- Thomas Hobbes : De Corpore, (1655), OL I.

## Naissances
- 1er janvier : Christian Thomasius (décédé le 23 septembre 1728), était un juriste et philosophe allemand.

## Décès
- Kocc Barma Fall[1] (1586-1655[2]) est un philosophe sénégalais. De son vrai nom Birima Maxuréja Demba Xolé Faal (Birima Makhourédia Demba Kholé Fall), Kocc Barma Fall fut certainement le plus grand penseur et philosophe sénégalais et l'un des plus grands en Afrique. Son imagination fertile, sa vivacité d'esprit et ses maximes métaphoriques font partie de l'univers de la culture wolof. « Suñu màam kocc » (notre grand-père), comme l'appellent affectueusement les Sénégalais, était aussi soucieux de l'injustice des damels (titre du roi du Cayor) envers le peuple. Durant toute sa vie il a eu à affronter certains Damels jugés injustes et tyranniques.

- 24 octobre à Paris : Pierre Gassend, toujours connu sous le nom de Pierre Gassendi[3], né à Champtercier (près de Digne-les-Bains) le 22 janvier 1592, est un mathématicien, philosophe, théologien et astronome français.